# Янг, Джон, барон Лисгар
Джон Янг, 1-й барон Лисгар (англ. John Young, 1st Baron Lisgar, до пожалования титула сэр Джон Янг, 2-й баронет, англ. Sir John Young, 2nd Baronet, 31 января 1807, Бомбей — 6 октября 1876, Бейлиборо, графство Каван) — британский политик, второй генерал-губернатор Канады.

## Биография
Джон Янг родился в семье директора Ост-Индской компании и получил образование в Итоне и Оксфорде (колледж Корпус-Кристи), который он закончил в 1829 году. В 1831 году он был избран от тори в Палату общин, представляя родовое графство Каван. В 1835 году женился на Аделаиде Аннабелле Далтон, однако их брак был бездетен. В 1841 году Янг вошёл в кабинет Пиля как младший лорд казначейства, в 1844 году стал финансовым, а в 1845—1846 годах был парламентским секретарём казначейства. В 1848 году он унаследовал после смерти отца титул баронета. В 1853—1855 годах занимал должность главного секретаря по делам Ирландии в кабинете графа Абердина.
В 1855 году Янг был назначен высоким комиссаром Ионических островов, однако был на этом посту крайне непопулярен из-за стремления превратить острова, бывшие протекторатом, в колонию Великобритании. В 1859 году его заявления по этому поводу повлекли за собой отставку правительства и самого Янга.
В 1861—1867 годах Янг был губернатором Нового Южного Уэльса, занимая на этом посту жёсткую позицию по отношению к земельной реформе и прошениям премьер-министров о роспуске парламента.
После отставки Чарльза Монка Янг был назначен генерал-губернатором Канады и 2 февраля 1869 года вступил в должность. Нахождение Янга в Ридо-холле ознаменовалось восстанием Луи Риэля, участникам которого Янг объявил амнистию, как и выявленным ирландским революционерам. Янг не стремился играть большой роли в государственных делах и был активным сторонником расширения Конфедерации, в 1871 году сыграв роль в присоединении Британской Колумбии, а до этого — выкупе Северо-Западных территорий у Компании Гудзонова залива. В том же году Янг посетил с официальным визитом США, где открыл железнодорожный пограничный переход со штатом Мэн совместно с президентом Улиссом Грантом.
В 1870 году Янг получил титул барона Лисгара, что сделало его членом Палаты лордов. 2 июня 1872 года его полномочия истекли, и он возвратился в Ирландию, где с 1871 года стал лорд-лейтенантом графства Каван и умер в семейном замке Бейлиборо, купленном его отцом. После его кончины титул барона Лисгара пресёкся.
В честь барона Лисгара названы улицы в Оттаве, Торонто и Саскатуне, а также колледж Лисгар — престижная школа для старшеклассников в центре г. Оттава.